# جیک واردن
جیک واردن (به انگلیسی: Jake Warden) (زاده ۲۰ فوریهٔ ۲۰۰۲) یک شخصیت اینترنتی و میک‌آپ آرتیست آمریکایی است. او در حال حاضر سفیر زیبایی دولچه گابانا است.